# Göte Bernhardsson
Kurt Göte Erling Bernhardsson, född 16 december 1942 i Simrishamn, död 3 december 2019 i Göteborg, var en svensk ämbetsman och generaldirektör.

## Biografi
Bernhardsson studerade vid Lunds universitet 1963–67 och påbörjade sin karriär som ombudsman inom TCO 1967–71, var avdelningsdirektör vid SCB 1971–72, avdelningsdirektör vid Arbetsmarknadsstyrelsen (AMS) 1979–81 och länsarbetsdirektör i Gävle 1981–82 och i Malmö 1982-89. Därefter var han 
generaldirektör för AMS 1990–97.
Han var landshövding i Västra Götalands län från 1998 till 2008.
Under åren 1998–2014 var Bernhardsson ordförande i Stiftelsen Läckö slott.
I januari 2008 tilldelades han H.M. Konungens medalj i 12:e storleken i Serafimerordens band.